# Jack Broughton
Jack Broughton (Londra, 5 luglio 1703 – 8 gennaio 1789) è stato un pugile inglese, fu il primo uomo a codificare una serie di regole da rispettare in ogni incontro di pugilato, conosciute con il nome di London Prize Ring Rules.
Inserito nell'International Boxing Hall of Fame in quanto riconosciuto come fondamentale pioniere di questo sport.

## Biografia
Nacque nel 1703 molto probabilmente a Londra, altre fonti indicano come luogo Gloucestershire.
Da giovane lavorò come apprendista guardiafaro al porto di Londra.
Era un ottimo nuotatore, nel 1730 vinse la prestigiosa gara annuale sul Tamigi.
Decise di cominciare a combattere come pugile nel 1730. Iniziò come semiprofessionista e guadagnò in poco tempo una reputazione invidiabile; i suoi incontri richiamavano molti spettatori. Ci sono giunti pochi documenti risalenti al pugilato del 1700, non ci sono notizie comunque di eventuali sconfitte di Broughton. Certamente quindi non conobbe mai sconfitta fino al 1750, l'anno del suo ritiro. Per questo motivo gli storici gli riconoscono di avere detenuto il titolo di campione d'Inghilterra di pugilato dal 1730 fino al 1750. A quei tempi il titolo d'Inghilterra corrispondeva al titolo di campione del mondo.
Nel 1741 accettò la sfida di George Stevenson, l'incontro durò circa 40 minuti e fu molto cruento. I due pugili si colpirono duramente finché il pugno di Broughton si piantò violentemente sotto il cuore di Stevenson che cadde a terra senza sensi. Si riprese dal colpo, ma dopo un mese circa morì per le ferite riportate.
Broughton, che considerava Stevenson un amico, rimase fortemente sconvolto da questa vicenda, fu così che prese la decisione di scrivere delle regole per rendere gli incontri più sicuri; una serie di regole che prenderanno il nome di London Prize Ring Rules, considerato come la prima pietra su cui nacque lo sport della boxe moderna. Furono utilizzate negli incontri di pugilato per più di 100 anni, finché non vennero elaborate le regole del Marchese del Quennsbury.
Si considera come l'ultimo incontro ufficiale in cui vennero utilizzate le sue regole quello tra John Lawrence Sullivan e Joe Kilrian disputato l'8 luglio 1889 a Richburg, località a sud di Hattiesburg, Mississippi.
Nel 1743 utilizzò i soldi guadagnati per aprire un anfiteatro a Hanway Street dedicato al pugilato come fece James Figg qualche anno prima. Fu proprio durante questo periodo che codificò definitivamente le nuove regole per la boxe.
Nel 1744 decise di abbandonare la carriera pugilistica e di dedicarsi a seguire gli atleti che entravano a far parte della sua accademia. Il 10 aprile 1750 Broughton annunciò di voler disputare un nuovo incontro contro Jack Slack, i motivi di questa sua decisione sono sconosciuti. Nonostante fosse molto più anziano del suo sfidante era riconosciuto da tutti come favorito. L'incontro volse a suo favore nella parte iniziale, successivamente però subì una inesorabile sconfitta.
Nel 1754 l'anfiteatro chiuse, Broughton continuò a insegnare boxe finché non morì l'8 gennaio del 1789. Fu sepolto nel cimitero dell'Abbazia di Westminster, senza che nessun epitaffio fosse scritto sulla lapide, finché nel 1988 furono scolpite sulla pietra le parole "Champion of England" secondo quelle che erano state le richieste del pugile prima della sua morte.